# Gérard Audran
Gérard Audran (Lione, 2 agosto 1640 – Parigi, 26 luglio 1703) è stato un incisore francese.

## Biografia

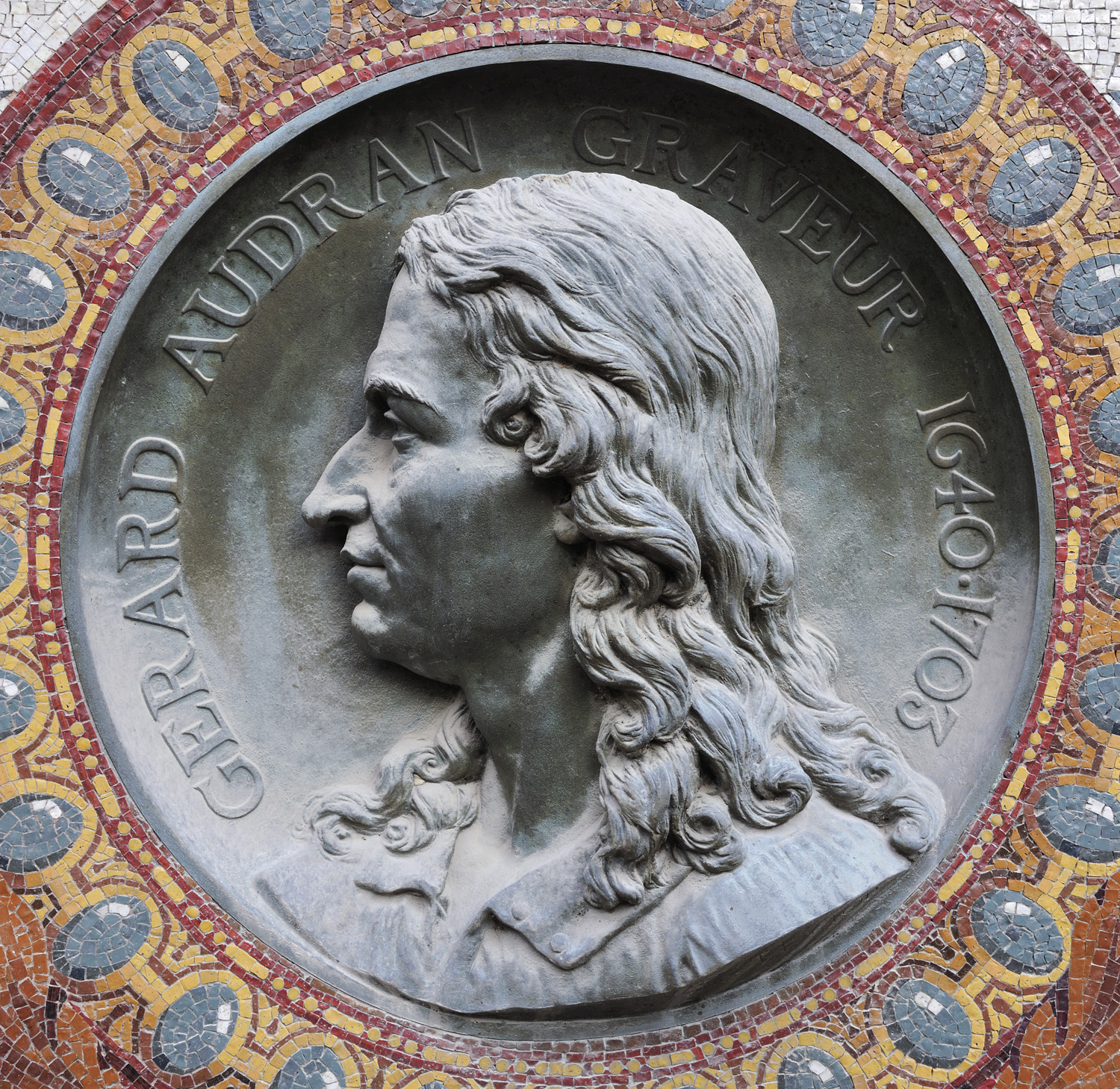
Medaglione in bronzo con l'effige di Gerard Audran, realizzato da Charles Textor

Appartenne ad una famiglia di incisori e pittori.
Studiò le arti dapprima sotto la guida del padre e in un secondo tempo a Parigi, allievo dello zio Charles (1594-1674), primo incisore della famiglia Audran, e a Roma, dove per tre anni, a partire dal 1667, soggiornò per studiare e copiare le opere classiche, antiche e soprattutto quelle di Raffaello. A Roma studiò e lavorò con Carlo Maratta.
Una volta ritornato in patria, ottenne l'incarico di incisore del re, fruendo anche di una pensione e di un appartamento.
Il suo primo lavoro fu quello di incidere la sequenza delle Battaglie di Alessandro di Le Brun, che riscosse una buona accoglienza, grazie ad un corretto uso del bulino alternato all'acquaforte.
Incise prendendo spunto da opere di Guercino, Carracci, Le Blanc e altri.
Audran si distinse anche per alcuni testi importanti, come: Le proporzioni del corpo umano sulle più belle statue dell'antichità, pubblicato nel 1682. Anche on line in Internet Archive
Fu nominato membro della Académie royale de peinture nel 1674 prima di ottenere il titolo di consigliere della Académie royale de peinture et de sculpture il 21 novembre 1681.
Insegnò l'arte e il mestiere d'incisore al nipote Benoît Audran detto il Vecchio che, grazie ai consigli dello zio, riuscì ad entrare nell'Accademia e ad assumere il ruolo di "incisore del re" che dava diritto ad una pensione. La tradizione di famiglia è stata continuata da un altro nipoteː Benoît Audran detto il Giovane.
Nelle sue opere fu, talvolta, aiutato dal fratello Germain Audran (1631-1710) e dal nipote Louis Audran (1670-1712).
Morì a Parigi il 26 luglio 1703.